# Vyšné Ružbachy
Vyšné Ružbachy (německy Oberrauschenbach, maďarsky Felsőzúgó, do roku 1902 maďarsky Felső-Ruzsbach, polsky Drużbaki Wyżne, slovensky do roku 1927 také Družbachy) jsou klimatické a minerální lázně na severním Slovensku. Obec se nachází v okrese Stará Ľubovňa v Prešovském kraji, v severovýchodní části historického regionu Spiše. Žije zde přibližně 1 400 obyvatel.

## Geografie a geologie
Obec, která se skládá ze dvou částí - Vyšné Ružbachy a Ružbachy-kúpele, se rozprostírá na jihovýchodním úpatí Spišské Magury, přesněji jejího geomorfologického podcelku Veterný vrch. Střed obce, která má horský ráz, se nachází v údolí Zálažného potoka v nadmořské výšce cca 623 metrů, na severozápadě katastrální území Vyšných Ružbachů končí těsně pod vrcholem Veterného vrchu (1112 m n. m.).
Již od 16. století jsou ve Vyšných Ružbachách lázeňsky využívány minerální vody, které vyvěrají na geologickém zlomu při úpatí Spišské Magury. Na území obce lze spatřit tzv. krátery, vzniklé v důsledku propadnutí travertinových kup, které se v průběhu staletí vytvořily kolem minerálních pramenů. Největším z nich je jezírko Kráter, které je chráněné již od roku 1967. Jezírko, největší svého druhu na Slovensku a pravděpodobně i ve střední Evropě, má průměr 20 m, je hluboké 3 metry a voda v něm má stabilní teplotu 23 °C, takže v zimě nezamrzá. Mineralizace vody je značně vysoká - 3,13 gramů na litr. Nedaleko Kráteru se v lázeňském parku nachází tzv. Smrtná jama, což je bezvodá propadlina, z jejíhož dna uniká oxid uhelnatý.

## Historie
Podle archeologických nálezů v místních travertinových lomech byla lokalita osídlena již v období paleolitu. První písemná zmínka se váže k roku 1288, kdy šoltys Henrich z Podolínce založil sídlo Nižné Ružbachy na území mezi Podolíncem a Hniezdnem, které mu darovala krakovská a sandoměřská vévodkyně Kunigunda. Na počátku 14. století šoltys Henrich již sám jako donátor přispěl k založení Vyšných (Nových) Ružbachů. První písemná zmínka o této obci je v listině Spišské kapituly z roku 1329. V roce 1412 král Zikmund Lucemburský dal polskému králi Vladislavu II. Jagellovi do zástavy na dobu 360 let 13 spišských měst a spolu s nimi také 16 vesnic a osady Nižné a Vyšné Ružbachy.

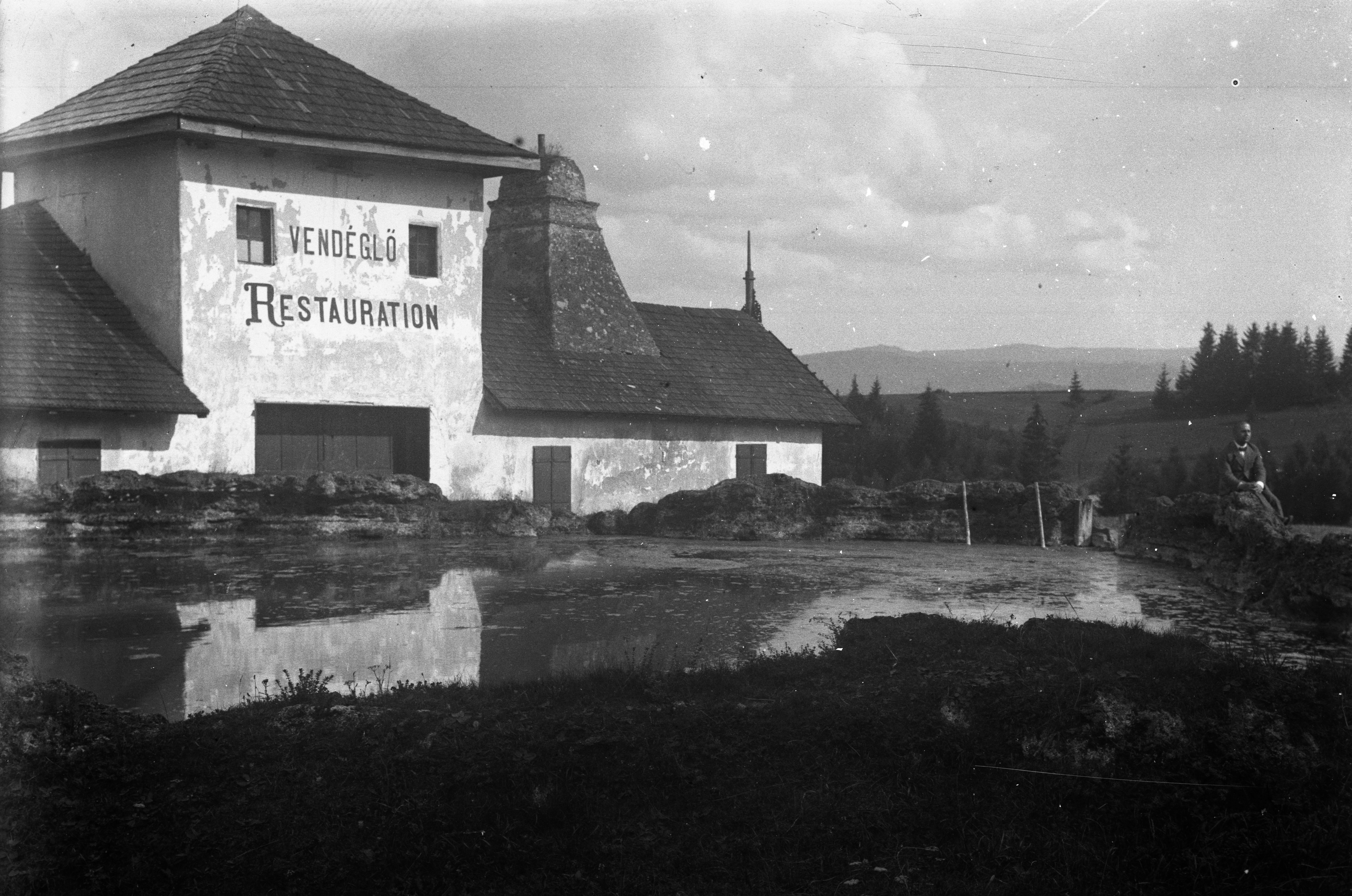
Restaurace u jezírka v roce 1900

Rozkvět obce začal v polovině 16. století poté, kdy v roce 1549 polský král Zikmund II. August ustanovil hraběte Sebastiana Ľubomirského dědičným starostou měst, daných do zástavy polské koruně. Již v roce 1595 byl ve Vyšných Ružbachách postaven první lázeňský dům a bazénem, kuchyní, jídelnou a společenskou místností. Syn Sebastiana Ľubomirského Stanislav se snažil vytvořit z lázní společenské centrum polské a uherské šlechty. V roce 1744 rod Ľubomirských po přímé linii vymřel a nadcházející změny majitelů lázním příliš neprospěly. K dalšímu úpadku došlo po roce 1772, kdy se zastavené obce a města vrátily opět pod uherskou správu.
V první polovině 19. století, kdy Vyšné Ružbachy patřily baronům von Jóny, byl zde postaven kaštel a nový lázeňský dům. V roce 1882 lázně koupil polský šlechtic Andrzej Zamoyski. Nechal zde postavit hotel a u něj přírodní koupaliště, které spolu s hotelem i v 21. století slouží lázeňským hostům. Příslušníci rodu Zamoyských byli prostřednictvím manželských svazků spřízněni s vysokou španělskou šlechtou. V roce 1929 se Jan Zamoyski oženil s Isabelou Bourbonskou, neteří španělského krále. Král Alfons XIII. navštívil Vyšné Ružbachy při příležitosti jiné svatby v rodině Zamoyských již v roce 1923. Jan Zamoyski po svatbě použil manželčino věno k dalšímu zvelebení lázní. Na travertinové skále nechal pro svou manželku vybudovat tzv. Bílý dům (Biely dom), který byl kopií jednoho z paláců v Monte Carlu, dále zajistil rozšíření a lepší vybavení koupaliště a nechal postavit nový hotel Strand. V roce 1931 československé úřady přiznaly Vyšným Ružbachám status přírodních léčebných lázní.
Další plány na rozvoj lázní přerušila druhá světová válka a pozdější znárodnění. V letech 1952 - 1957 byly lázně pod správou odborů - Revolučního odborového hnutí, později byly opět převedeny pod přímou správu státu.

## Sochařská sympozia
Jednou z největších atrakcí Vyšných Ružbachů je místní travertinový lom, který se za desítky let proměnil v obrovskou galerii pod širým nebem. První sochařské sympozium se zde konalo v roce 1964. U jeho zrodu bylo několik slovenských sochařů a zejména pak rakouský sochař Karl Prantl, který byl inspirátorem a propagátorem tradice sochařských sympozií v Evropě. V roce 1997 byl areál Mezinárodního sochařského sympozia ve Vyšných Ružbachách Ministerstvem kultury Slovenské republiky prohlášen kulturní památkou.

## Galerie

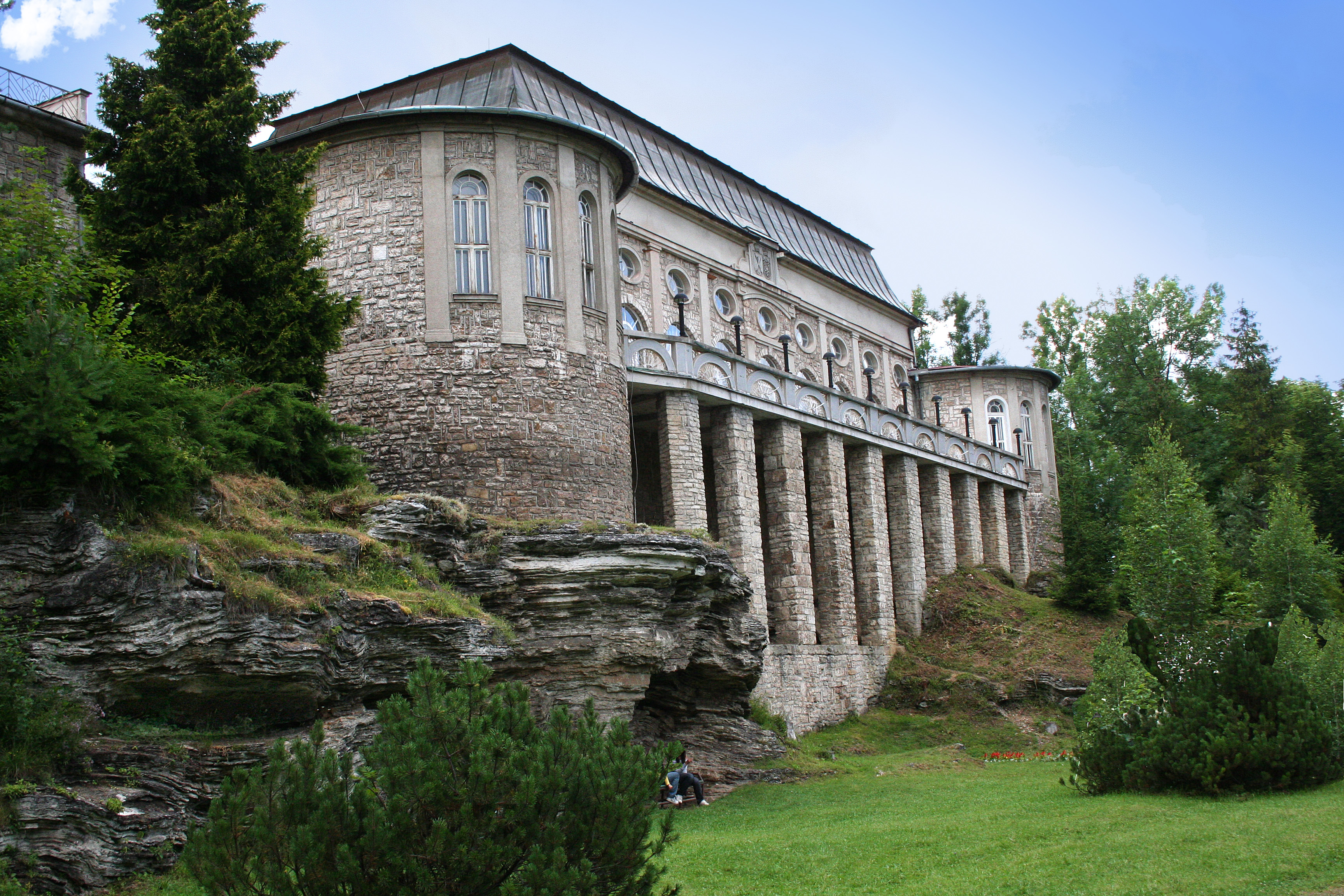
Biely dom
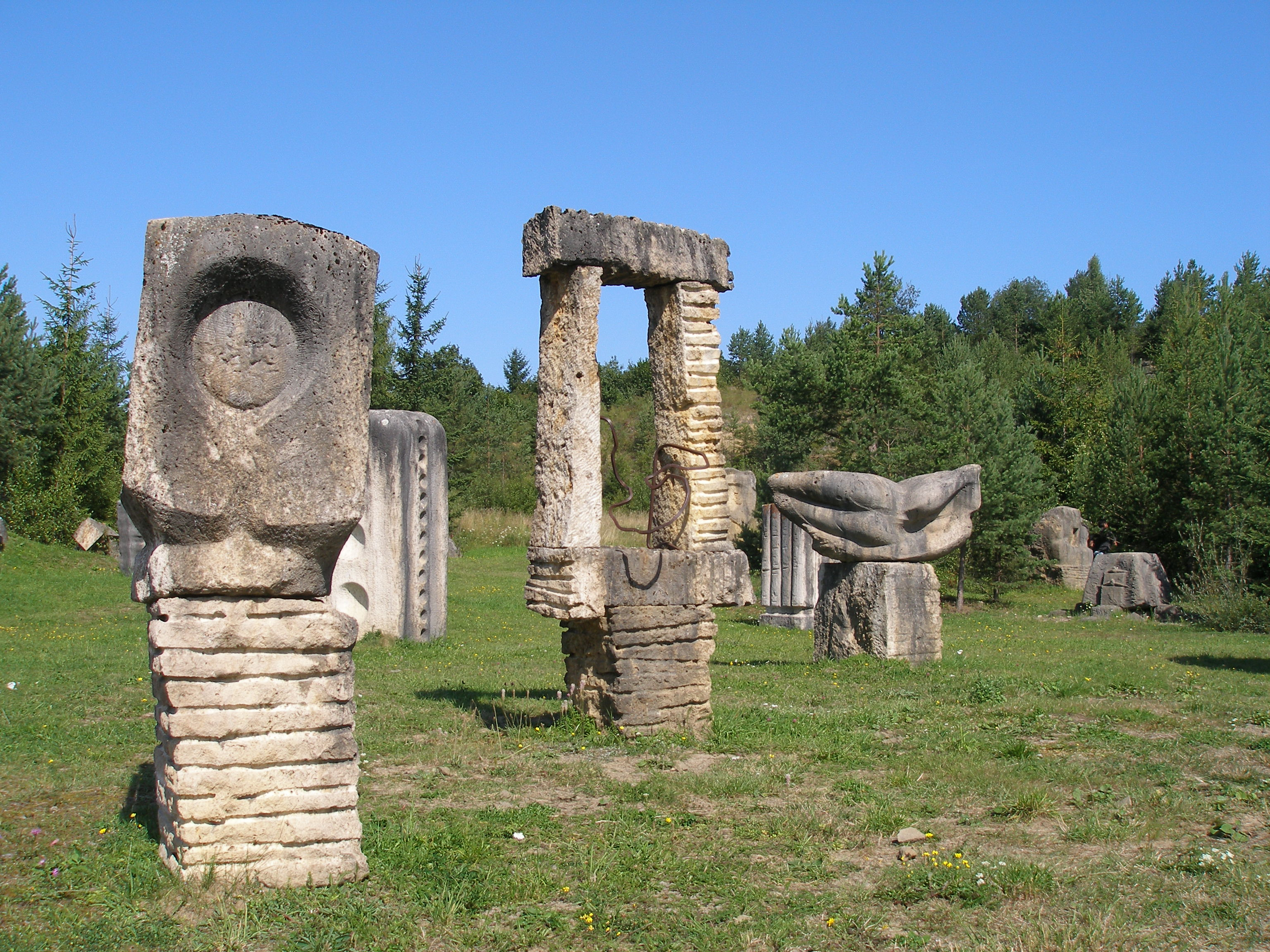
Areál Mezinárodního sochařského sympozia
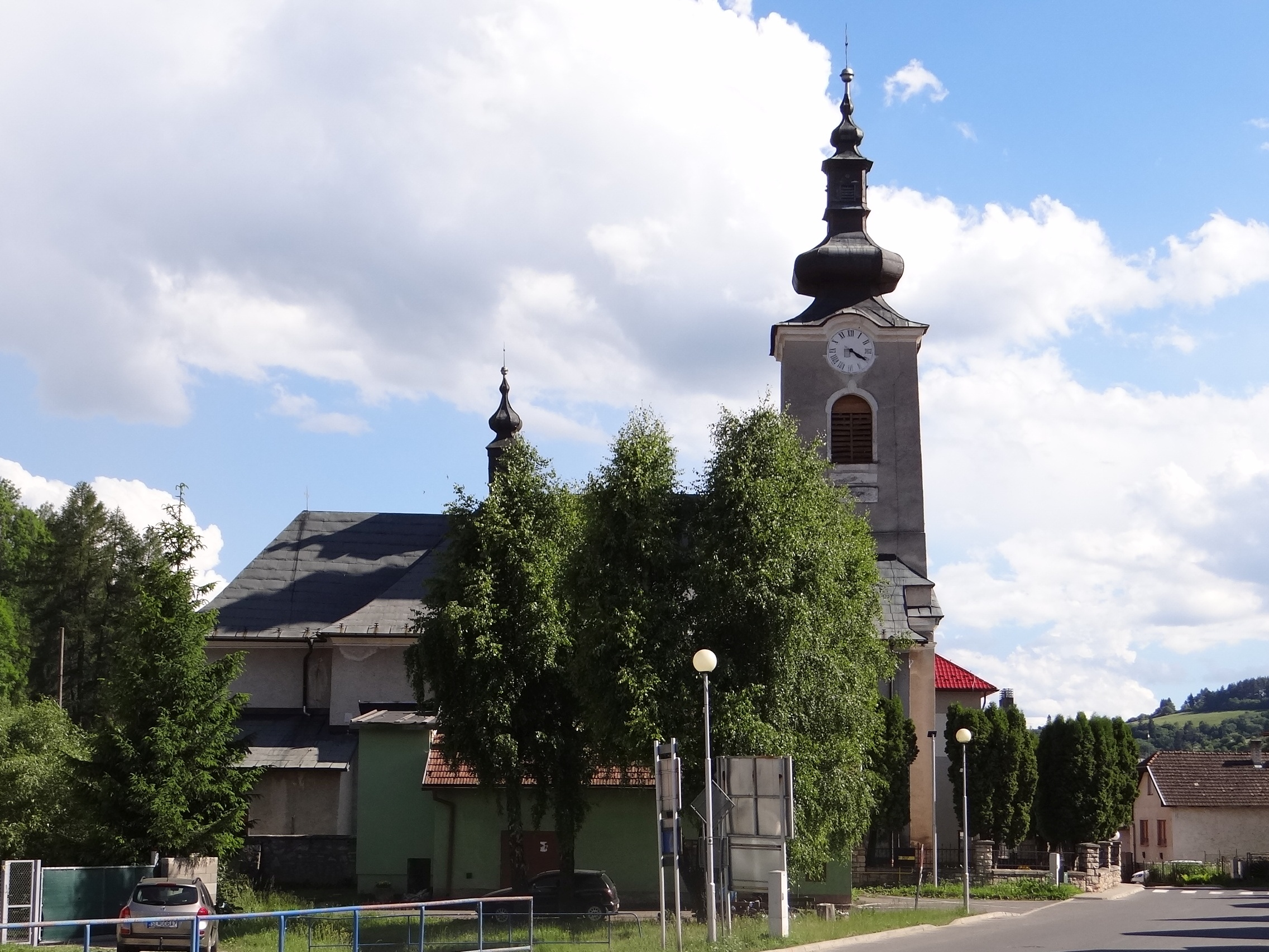
Kostel Obětování Pána v chrámu
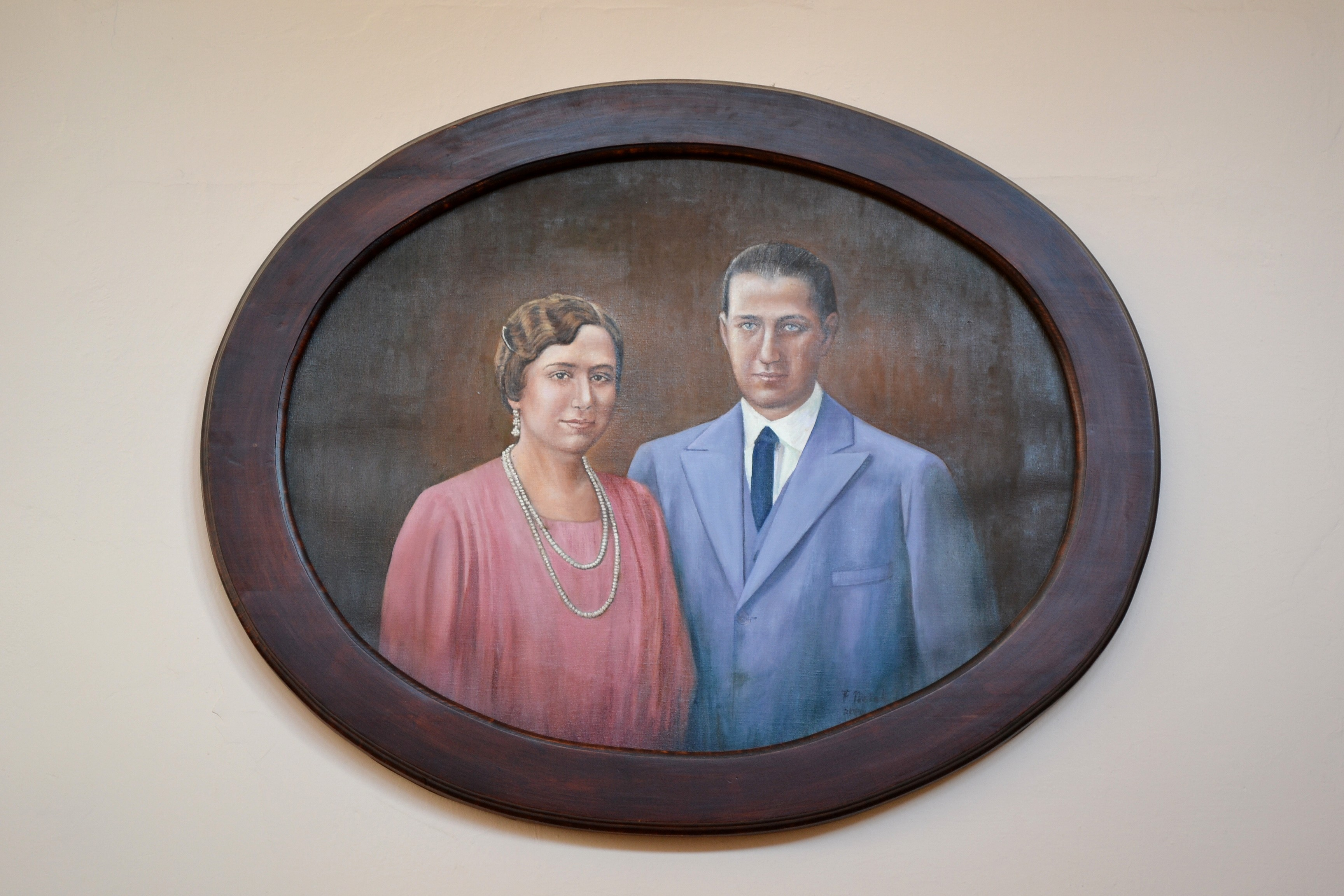
Portrét Isabely a Jana Zamoyských
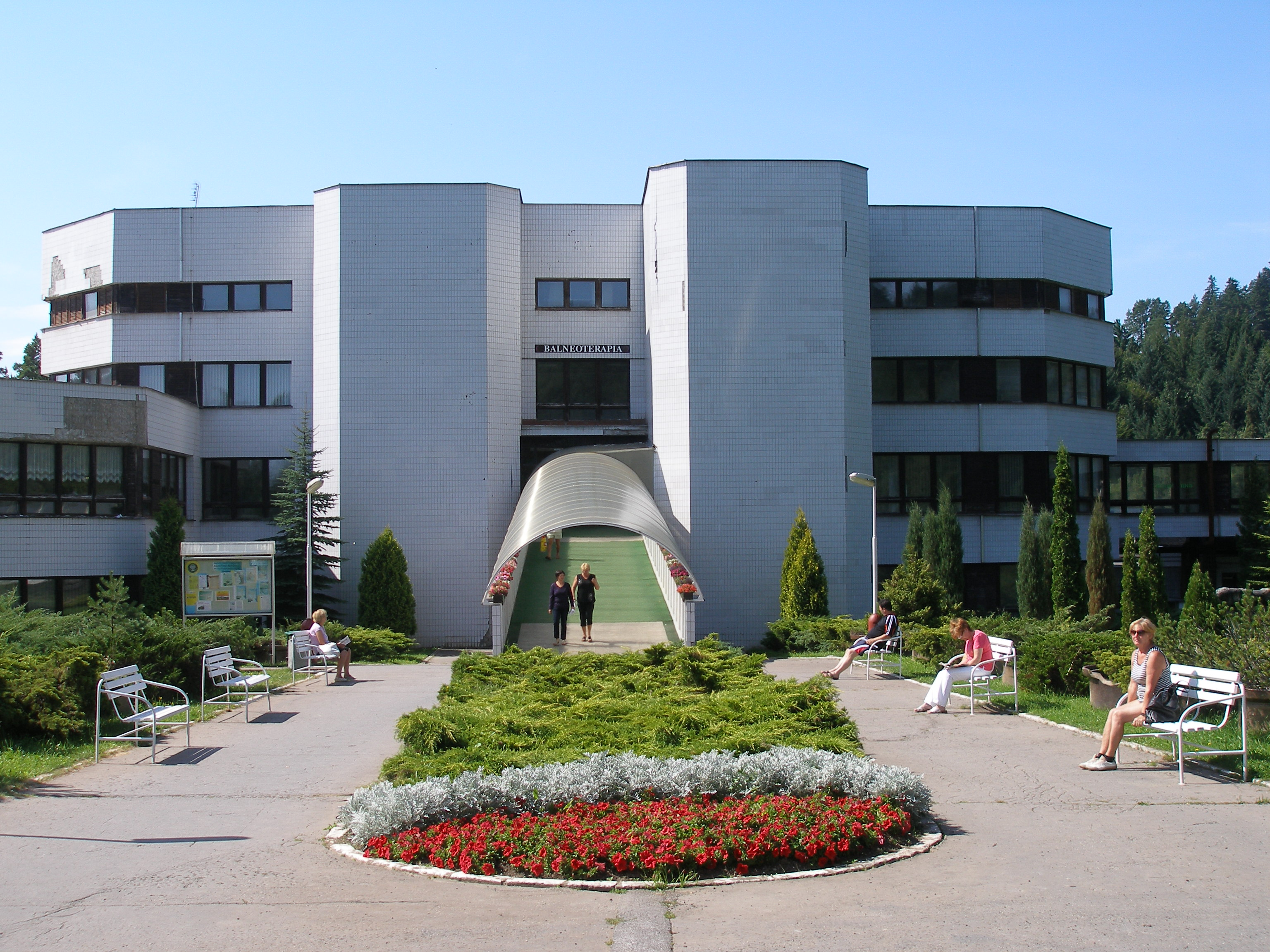
Lázně
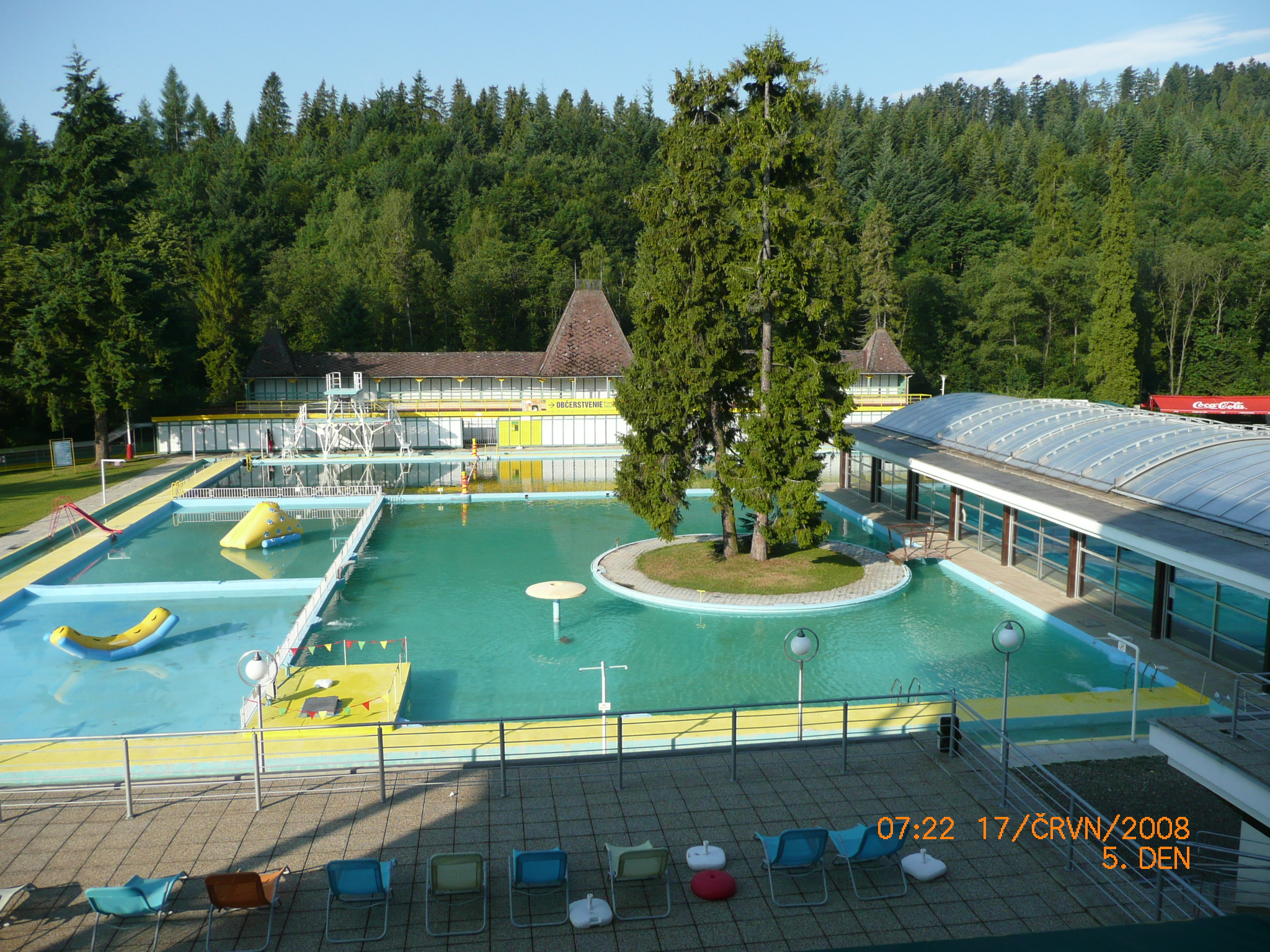
Lázeňské koupaliště
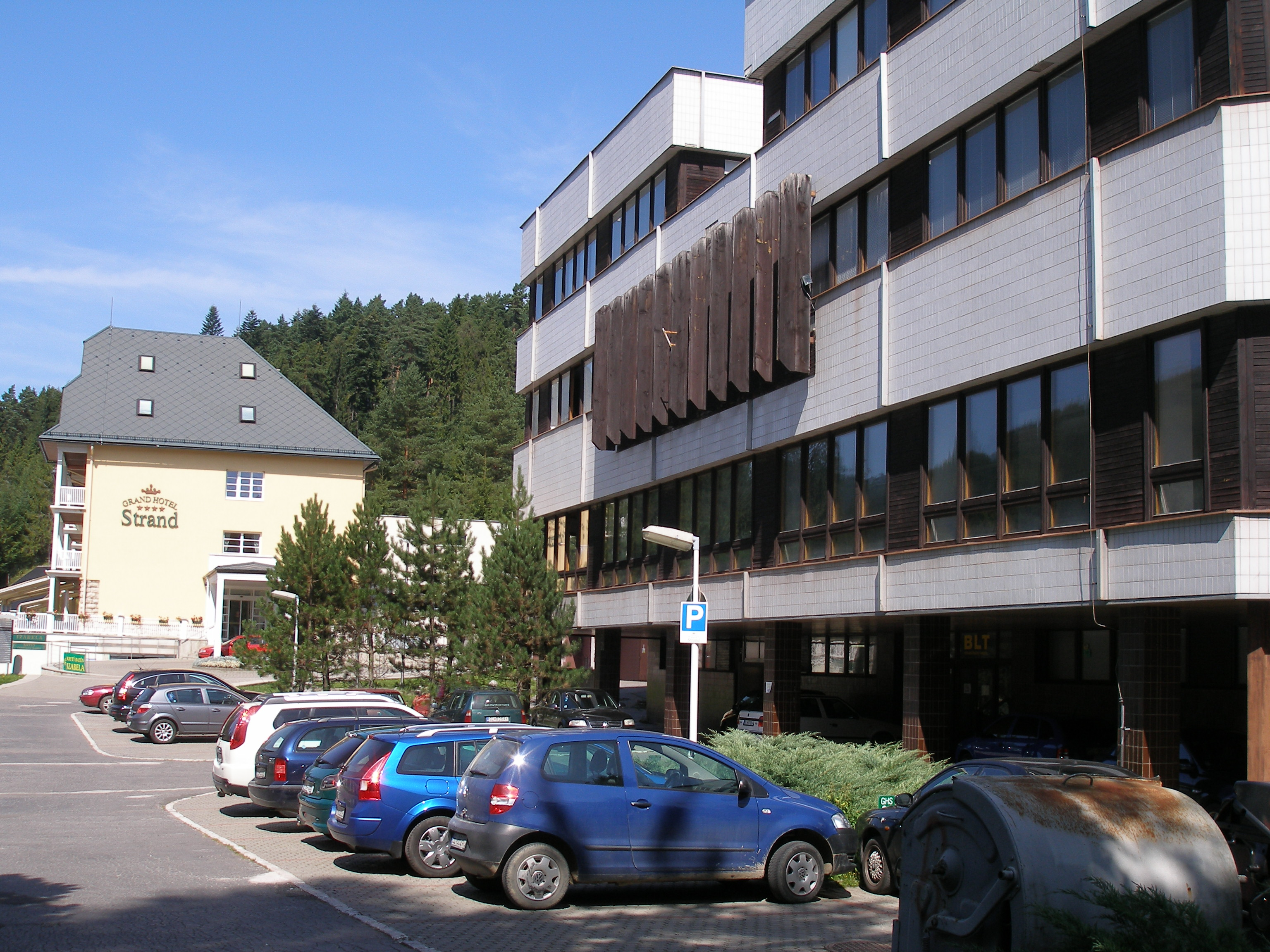
Hotel Strand (v pozadí)